# Bielszowice
Bielszowice (niem. Bielschowitz) – dzielnica Rudy Śląskiej, którą według danych z 2006 roku zamieszkiwało 9505 osób. Godłem Bielszowic jest skrzyżowany topór z siekierą.

## Historia

### Średniowiecze
Wieś w źródłach pisanych znana jest od XV wieku. Pierwszy raz nazwę Bielszowic odnotowano w zaginionym przywileju księcia cieszyńskiego Wacława z 1452 roku, a z roku 1472 znany jest jej pierwszy właściciel - Maciej Bielczowski ("Matiey Bielczowsky"). W średniowieczu Bielszowice były niewielką wsią rycerską. Według najstarszego urbarza ziemi bytomskiej około 1500 roku zamieszkiwało ją zaledwie 10 kmieci. W 1532 roku liczba ta wzrosła do 12 chłopów. Siedlisko wsi rozwinęło się wzdłuż niewielkiego dopływu Kochłówki.

### Czasy nowożytne
U progu nowożytności w Bielszowicach stanął pierwszy kościół, a w wiekach XVII i XVIII funkcjonowała tu kuźnica żelaza.

### WiekXIX
1805 roku wybudowano Hutę cynku „Deutsche Hütte”.
W latach 1896–1904 w Bielszowicach zbudowano kopalnię węgla kamiennego. Kopalnia jest czynna do dzisiaj, a jej aktualna nazwa to Kopalnia Węgla Kamiennego Ruda ruch Bielszowice.

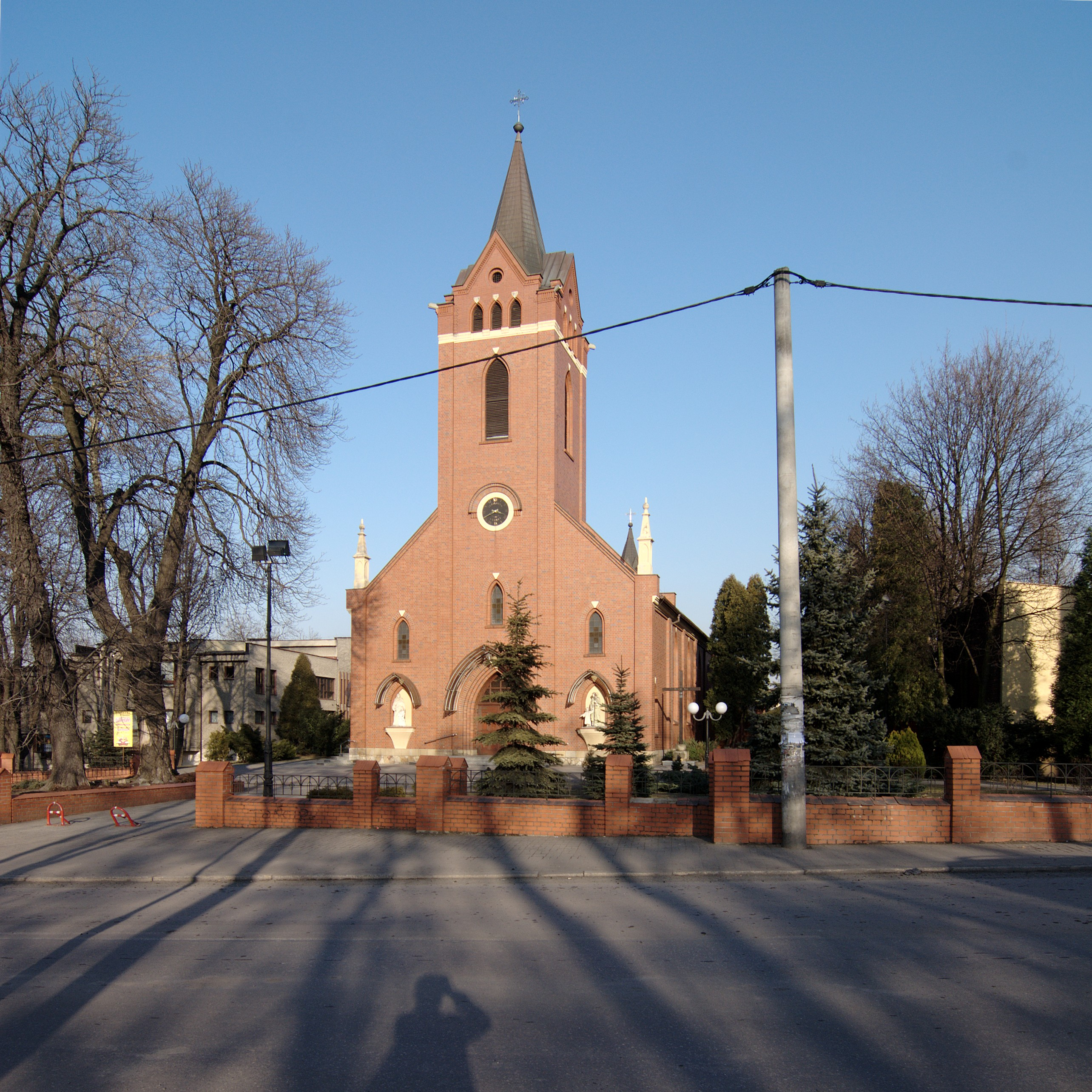
Kościół pw. św. Marii Magdaleny

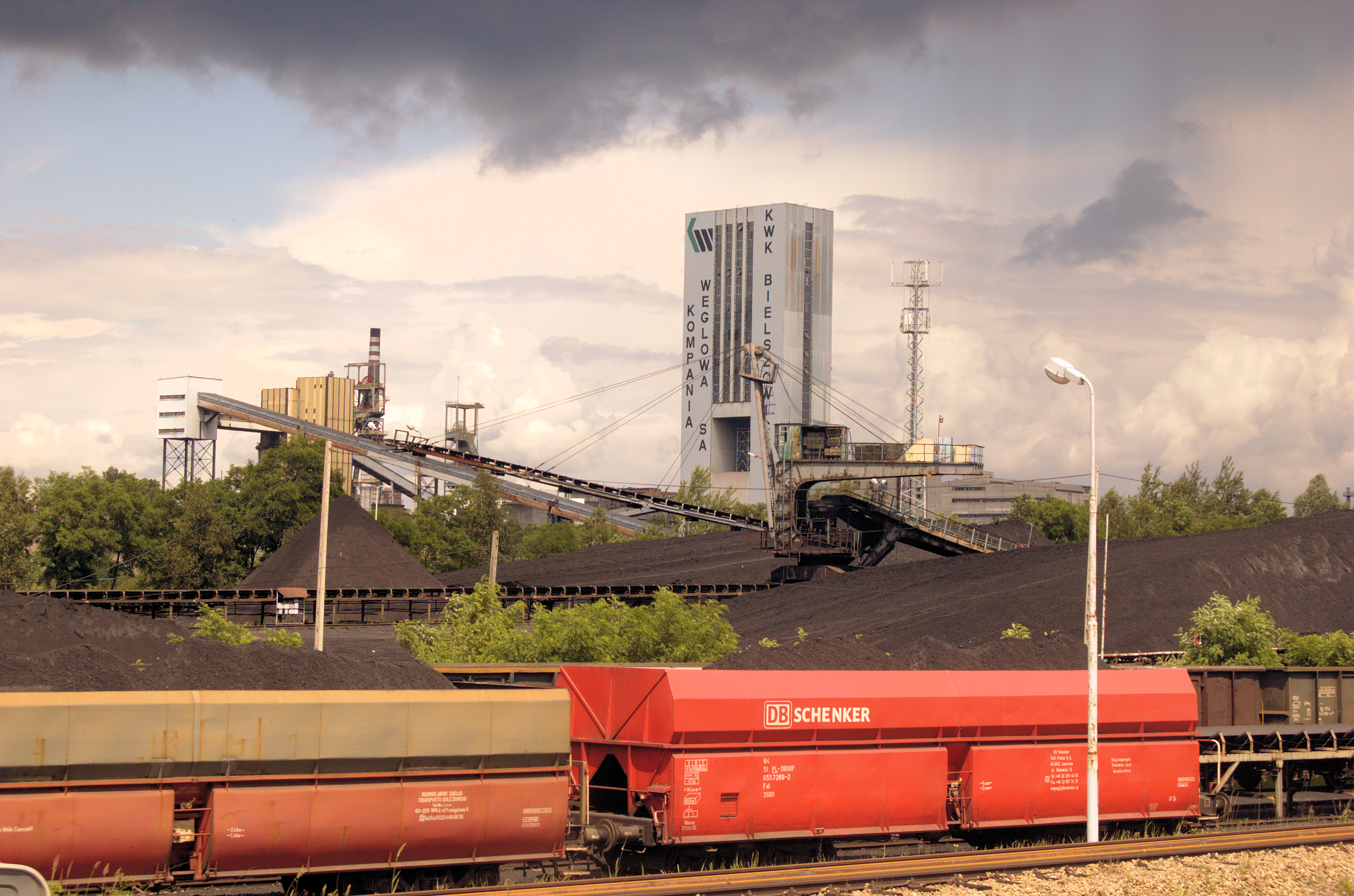
KWK "Ruda" oddział "Bielszowice"

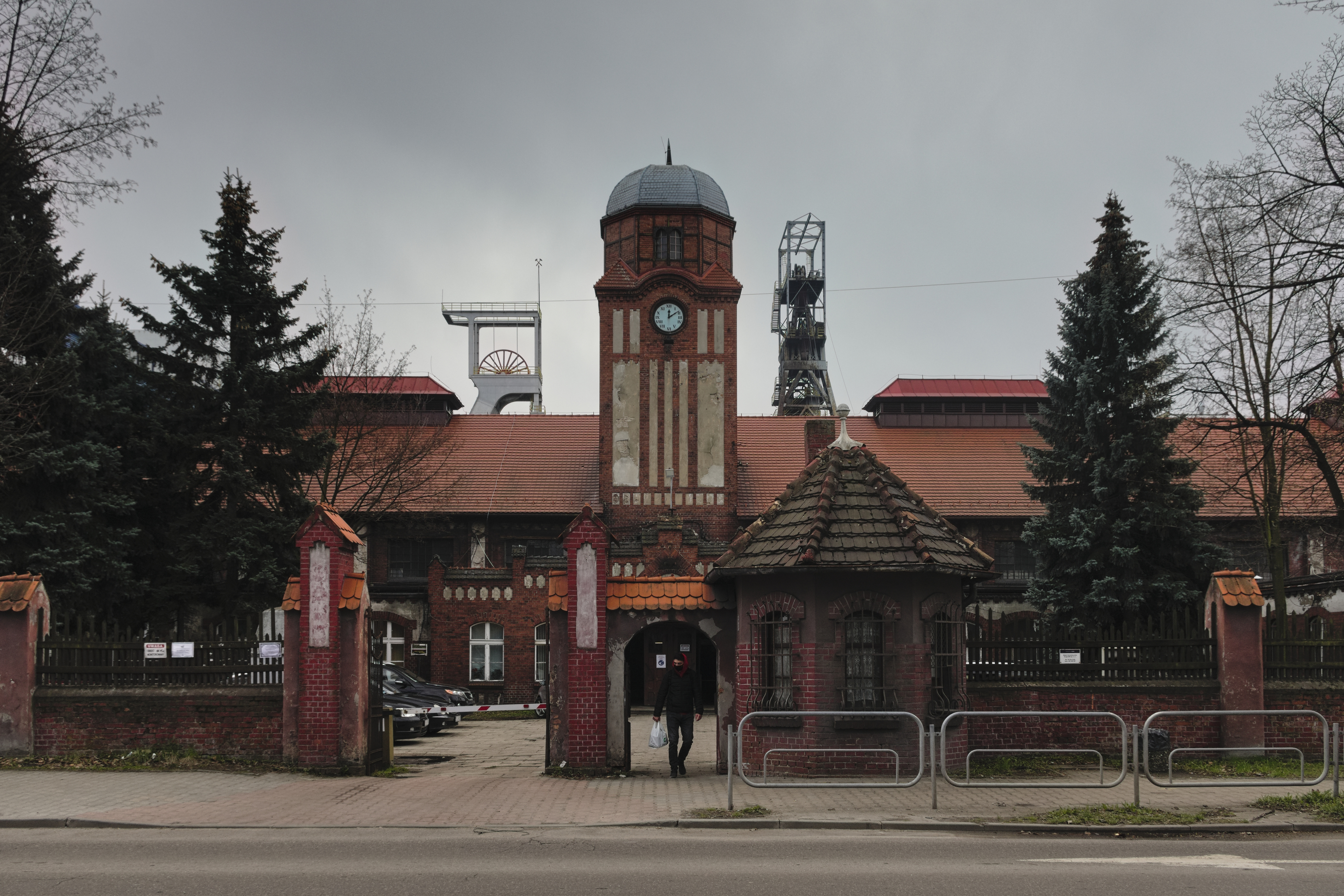
KWK "Ruda" oddział "Bielszowice"

Wieś Bielszowice posiadała swoje kolonie między innymi były to: 
- Pawłów
- Kończyce
- Królewska Kolonia Bielszowice (śl. Kolanijo) - mieszkali tu górnicy kopalni Luiza (Königin Luise - dziś Skansen Górniczy Królowa Luiza)
- Redendorf - powstała przy hucie „Deutsche Hütte”
- Konty
- Pnioki (osiedle)
- Tonberg
- Owsisko
- Nowe Chałupy
- Przy Kuźnicach
- Gajdowicz
- Młyn (osiedle)
- Dziedzictwo (osiedle)
- Dorotka (osiedle)
- Suwacz

Wieś miała wielu właścicieli byli to m.in. Przyszowscy, Rogojscy, Rajscy, baron von Voglar, Maciej Wilczek. Państwo Pruskie kupiło od właścicieli wieś Bielszowice w 1891 roku.
Wzmianka o pierwszym nauczycielu pochodzi z roku 1744. Szkołę murowaną zbudowano w 1828 roku. Kolejną szkołę zbudowano w 1828 roku. Kolejne szkoły budowano w latach: 1892, 1898, 1902, 1909.
Na miejscu starego, drewnianego kościoła rozebranego w 1883 roku zbudowano kościół pw. Marii Magdaleny.

### WiekXX
Straż pożarną założono w 1886 roku, natomiast w 1910 roku otrzymała nową remizę. Szpital zbudowano w 1898 r., natomiast aptekę dopiero 1909 roku. W 1906 roku powstała w Bielszowicach poczta. Dworzec kolejowy zbudowano w roku 1904 na linii z Gliwic do Ligoty (obecnie Linia kolejowa nr 141).
Wodociągi zbudowano w 1904 roku, natomiast prąd elektryczny doprowadzono w roku 1910. W plebiscycie w roku 1921 oddano 4546 głosów za Polską i 1874 za Niemcami. Bielszowice przyłączono do Polski rok później.
W okresie międzywojennym stacjonował w miejscowości komisariat Straży Granicznej.
Do 1951 roku miejscowość była siedzibą gminy Bielszowice. Bielszowice przyłączono do Nowego Bytomia w 1951 roku, a wraz z Nowym Bytomiem zostały włączone jako jedna z dzielnic do Rudy Śląskiej w 1959 roku.

## Sport w Bielszowicach
- KS Zgoda Ruda Śląska Bielszowice - (Piłka ręczna kobiet)
- TP Jastrząb Bielszowice - (Piłka nożna)
- UKS Wolej Bielszowice - (Tenis stołowy)

## Religia
- Rzymskokatolicka Parafia pw. św. Marii Magdaleny

## Ludzie związani z Bielszowicami
- Günter Bialas – kompozytor muzyki poważnej
- Norbert Ernst Dolezich – malarz, grafik
- Marian Foik – polski lekkoatleta, olimpijczyk, medalista olimpijski i mistrzostw Europy
- Piotr Gierczak – piłkarz Górnika Zabrze, mieszkaniec Bielszowic
- Erich Kleineidam – filozof
- Janusz Klimek – koszykarz, reprezentant Polski
- Edmund Kokot – członek organizacji konspiracyjnej, szef oddziału ZWZ w Bielszowicach, pracownik administracyjny szpitala w Bielszowicach
- Jan Koj (ps. Jan Kajan, Józef Liszka, Zygmunt Ślączka) – polityk, działacz samorządowy, poseł na Sejm II RP (IV kadencji) i Sejmu Ustawodawczego
- Adam Kompała – polski piłkarz, były gracz m.in. Górnika Zabrze
- Roman Niestrój – profesor nauk ekonomicznych, rektor Uniwersytetu Ekonomicznego w Krakowie w latach 2008–2012
- Helena Opiełka – urodzona w Bielszowicach nauczycielka i harcerka[6]
- Wiktor Skworc – biskup diecezjalny tarnowski (1998–2011), arcybiskup metropolita katowicki (2011–2023)
- Waldemar Słomiany – polski piłkarz, obrońca
- Stanisław Skiba – lekarz, doktor nauk medycznych, działacz plebiscytowy i niepodległościowy, ordynator i dyrektor szpitala w Bielszowicach[7]
- Walter Szołtysek (Scholtyssek) – polski sztangista